# Wladimir Petrowitsch Awertschew

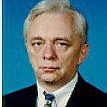
Wladimir Petrowitsch Awertschew

Wladimir Petrowitsch Awertschew (russisch Владимир Петрович Аверчев; * 1. November 1946 im Rajon Pilninsky, Oblast Nischni Nowgorod, RSFSR, UdSSR; † 24. Mai 2022 in Moskau, Russland) war ein russischer Politiker und ehemaliger Duma-Abgeordneter.

## Leben
Awertschew absolvierte die Russische Plechanow-Wirtschaftsuniversität und war Ökonom von Beruf. 
Vor seiner Wahl in die Staatsduma 1992 war er als Berater an der Botschaft der UdSSR, später der Russischen Föderation in den USA tätig. In den Jahren 1990 bis 1992 war er als Experte im Ausschuss für internationale Angelegenheiten des Obersten Sowjets Russlands tätig.
Im Oktober 1993 wurde Awertschew als Abgeordneter in die Staatsduma gewählt und vertrat die Partei "Jabloko". 1995 wurde er wiedergewählt. 
Von 2000 bis 2010 war Awertschew unternehmerisch tätig. Von 2010 bis 2013 arbeitete er als leitender Experte bei der Rechnungskammer Russlands sowie als Berater des Direktors im Analysezentrum der russischen Regierung.